# Alair Cruz Vicente
Alair Cruz Vicente (Aracruz, 19 aprile 1981) è un ex calciatore brasiliano, di ruolo difensore.